# Félix Azón
Félix Vicente Azón Vilas (Almunia de San Juan, Huesca, 22 de enero de 1955) es un jurista español, magistrado de la Sala Cuarta del Tribunal Supremo desde 2025. Asimismo, es conocido por haber ocupado el cargo de director general de la Guardia Civil entre 2018 y 2020.
Jurista de profesión, tras un breve paso por la abogacía donde se centró en el Derecho laboral, se incorporó a la carrera judicial a mediados de la década de 1990. En 1999 fue nombrado magistrado de la Sala Social del Tribunal Superior de Justicia de Cataluña, cargo que desempeñó hasta 2025. Sin embargo, no lo ejerció de forma continuada, pues en este periodo también ejerció como vocal del Consejo General del Poder Judicial (2008-2013) y director general de la Guardia Civil (2018-2020). A principios de 2025 alcanzó la máxima categoría judicial al ser nombrado Magistrado del Tribunal Supremo.

## Biografía
Licenciado en Derecho por la Universidad de Zaragoza. Máster en Relaciones Laborales Internacionales por la London School of Economics.
Comenzó su carrera profesional como abogado, práctica en la que consiguió ser reconocido como uno de los mejores abogados laboralistas de Zaragoza.
Se incorporó a la carrera judicial en 1994, y fue destinado al juzgado de Instrucción número 1 de Barbastro, donde estuvo destinado hasta 1996. Está especializado en lo social, especialidad que alcanzó con el número uno de su promoción.
Desde 1999 fue magistrado en la Sala de lo Social del Tribunal Superior de Justicia de Cataluña, hasta su incorporación como subdirector de la Escuela Judicial (2004). En 2006 regresó a la misma Sala hasta ser nombrado vocal del Consejo General del Poder Judicial en 2008, habiendo sido su candidatura para esta función propuesta por Jueces para la Democracia (JpD), y apoyada por el Partido Socialista. Ese año, ante la alarma social creada por el «caso Mari Luz», Azón solicitó una sanción de dos meses de suspensión de empleo y sueldo para el juez encargado del caso, Rafael Tirado, por considerar que el juez había cometido una falta muy grave de desatención al no ordenar la ejecución de una sentencia sobre un delito sexual. No obstante, la propuesta de Azón fue rechazada por el pleno del Consejo General del Poder Judicial por 14 votos en contra y 7 a favor.
Ha compaginado su carrera jurídica con la docencia. Profesor de derecho del trabajo en la Universidad Pompeu Fabra, ha dado clases en la Universidad Autónoma de Barcelona y los centros de la UNED de Madrid y de Aragón. Ha llevado a cabo una amplia labor de difusión de la carrera judicial y del derecho del trabajo, con numerosas conferencias y escritos.
En un ámbito internacional, a propuesta del CGPJ, ejerció la responsabilidad de Convenor of the Working Group I (Programmes) dentro de la Red Europea de Formación Judicial (REFJ), en la que diseñó e impulsar la cooperación entre las escuelas judiciales europeas, especialmente el Programa de Intercambio de Autoridades Judiciales (el «Erasmus» judicial).[cita requerida]
En junio de 2018 fue nombrado director general de la Guardia Civil, cargo que ocupó hasta enero de 2020.
Tras dejar la Dirección General, se reintegró en su plaza en el Tribunal Superior de Justicia de Cataluña, ejerciendo en dicha posición hasta febrero de 2025, cuando fue promovido a magistrado del Tribunal Supremo, con destino en la Sala Cuarta, de lo Social.